# Skaraborgs regemente (pansar)
Skaraborgs regemente (P 4) är ett pansarförband inom svenska armén som verkat i olika former åren 1942–1997 och återigen från 2000. Förbandsledningen är förlagd i Skövde garnison i Skövde.

## Historia

### Bildandet
Genom försvarsbeslutet 1942 beslutades att pansartrupperna skulle organiseras som ett truppslag vid sidan de övriga truppslagen. Till pansartrupperna skulle ett nytt regemente bildas, ett regemente skulle överföras från kavalleriet, samt två regementen överföras från infanteriet, däribland Skaraborgs regemente. Redan i samband med försvarsbeslutet 1936 hade det beslutats att Skaraborgs regemente (I 9) jämte Södermanlands regemente (I 10), från den 1 oktober 1939 skulle utbilda varsin stridsvagnsbataljon. Från den 1 oktober 1942 organiserades regementet som ett pansarregemente, under namnet Skaraborgs pansarregemente (P 4). Att Södermanlands regemente fick beteckningen P 3 och Skaraborgs regemente beteckningen P 4, berodde på ett önskemål från Skaraborgs regemente, där man ville förhindra förväxling med Livregementets husarer (K 3), vilka även de var förlagda i Skövde.
Den 1 juli 1956 uppgick Livregementets husarer som en utbildningsbataljon inom Skaraborgs regemente. Regementet reducerades med det till en bataljon, men bibehöll sin förläggning i kavallerikasernen. Den 1 april 1963 gjordes en omorganisation av pansartrupperna, vilket medförde att det tillkom ett antal nya regementen inom truppslaget. Något som medförde att regementet antog namnet Skaraborgs regemente (P 4).

### OLLI-reformen
I samband med OLLI-reformen, vilken genomfördes inom försvaret åren 1973–1975, sammanslogs Skaraborgs regemente med Skövde försvarsområde (Fo 35), som med sammanslagningen bytte namn till Skaraborgs försvarsområde. Från den 1 juli 1974 bildades försvarsområdesregementet P 4/Fo 35. Detta medförde att inom Skaraborgs försvarsområde blev Skaraborgs regemente ett A-förband (försvarsområdesregemente), Göta trängregemente blev ett B-förband (utbildningsförband) och Livregementets husarer (K 3) blev ett C-förband. Skaraborgs regemente fick det samlade mobiliserings- och materialansvaret inom försvarsområdet, och B- och C-förbanden svarade endast som ett utbildningsförband. Genom att Livregementets husarer blev ett C-förband, kvarstod förvaltningsmässigt Livregementets husarer under Skaraborgs regemente. Dock avskildes det i den mening att det blev från den 1 juli 1974 ett fristående utbildningsförband med egen chef.

### 1974 års regeringsform
I samband med att 1974 års regeringsform trädde i kraft den 1 januari 1975, ändrades namnet från Kungliga Skaraborgs regemente till enbart Skaraborgs regemente.

### Försvarsbesluten
Genom försvarsbeslutet 1992 beslutades att Skaraborgsbrigaden skulle avskiljas från regementet, detta med bakgrund till att regeringen ville att Försvarsmaktens grundorganisation skulle spegla krigsorganisationen. Brigaden avskildes den 1 juli 1994, och blev ett kaderorganiserat krigsförband inom Södra militärområdet (Milo S). Därmed överfördes utbildningsbataljon vid regementet till Skaraborgsbrigaden. Försvarsområdesstaben, planerings- och samordningsenheten, fortifikationsenheten, kameralenheten, samt läkarmottagningen och materielenheten kvarstod under regementets förvaltning.

### Regementet läggs ner...
Inför försvarsbeslutet 1996 föreslog regeringen till riksdagen att antalet försvarsområdesstaber skulle reduceras, detta med bland annat hänvisning till den då pågående översynen av länsindelningarna. Där bland annat Göteborgs och Bohus län, Skaraborgs län och Älvsborgs län den 1 januari 1998 bildade Västra Götalands län. För försvarsområdesstaben vid Skaraborgs regemente (P 4/Fo 35) innebar förslaget att den skulle avvecklas senast den 31 december 1997. Från den 1 januari 1998 kom regementet att uppgå i Skaraborgsbrigaden (MekB 9) under det nya namnet Skaraborgs regemente och Skaraborgsbrigaden (MekB 9). Skaraborgs försvarsområde (Fo 35) kom i sin tur att integreras i Västra Götalands försvarsområde (Fo 32), vilken lydde under Västkustens marinkommando i Göteborg.

### ... och återetableras
Inför försvarsbeslutet 2000 var regeringen utgångspunkt att Försvarsmakten skulle bestå av sex enheter för utbildning av armébrigadledningar och mekaniserade bataljoner. Regeringen ansåg att dessa enheter skulle vara geografiskt jämnt fördelade över landet, i såväl norra och mellersta som södra Sverige. Det i syfte att möjliggöra mekaniserad utbildning i dimensionerande klimat- och terrängförhållanden. Där med föreslog regeringen att Södra skånska regementet och Södra skånska brigaden (MekB 7), Skaraborgs regemente och Skaraborgsbrigaden (MekB 9), Södermanlandsbrigaden (MekB 10), Gotlands regemente och Gotlandsbrigaden (MekB 18), Norrbottens regemente och Norrbottensbrigaden (MekB 19), Jämtlands fältjägarregemente och Fältjägarbrigaden (NB 5) och Livgardesbrigaden (IB 1) skulle kvarstå i grundorganisationen.
Gällande Skövde ansåg regeringen att garnisonen hade kapacitet för utbildning av hel mekaniserad bataljon, samt att garnisonen även hade en god tillgång till både övnings- och skjutfält samt militärområdesverkstad. Vidare ansåg regeringen att samlokaliseringen av Markstridsskolan
(MSS) var av betydelse för framtida satsningar för den mekaniserade utbildningen i Skövde. Vilket samtidigt ansågs av regeringen vara en förutsättning för Markstridsskolan, för att kunna bedriva en effektiv utbildningsverksamhet såväl i Skövde som i Kvarn. Genom att regeringen även föreslog att Göta trängkår (T 2) skulle kvarstå, skulle samtidigt skapa goda förutsättningar för samordning mellan underhållsfunktionen och de mekaniserade förbanden. Den nya organisationen som antogs genom försvarsbeslutet, började gälla den 1 juli 2000. Från samma datum antog Skaraborgs regemente och Skaraborgsbrigaden (MekB 9) namnet Skaraborgs regemente (P 4).
Genom försvarsbeslutet 2004 kom bland annat Södra militärdistriktet att avvecklas. Detta medförde att utbildningsgrupperna Bohusdalgruppen (BDG) och Skaraborgsgruppen (SKG) från och med den 1 januari 2006 underställdes Skaraborgs regemente.
Genom försvarsbeslutet 2009 beslutades att fyra regionala staber skulle upprättas för ledning av hemvärnet och samverka med länsstyrelser. Skaraborgs regemente kom att ansvara för att bilda och sätta upp Militärregion Väst (MR V). Vidare kom regementet genom samma försvarsbeslut få ansvaret för att sätta upp 41. mekaniserade bataljonen och 42. mekaniserade bataljonen.
Den 1 januari 2013 bildades fyra militärregioner, där Västra militärregionen underställdes chefen för Skaraborgs regemente, men löd under chefen insatsledningen i Högkvarteret avseende markterritoriell ledning i fred, kris och krig. Cheferna för utbildningsgrupperna var dock fortfarande underställd chefen Skaraborgs regemente gällande produktionsledning av hemvärnsförbanden samt insatsledning inom utbildningsgruppernas geografiska område. Den 1 januari 2018 delades dock ledningen av Skaraborgs regemente och Västra militärregionen, det genom att en separat chefsbefattning för Västra militärregionen tillsattes. Vidare underställdes staben Västra militärregionen i ledningsfrågor direkt chefen insatsledningen i Högkvarteret. I Försvarsmaktens budgetunderlag till regeringen för 2020 föreslogs att de fyra militärregionala staberna från 1 januari 2020 skulle inrättas som egna organisationsenheter. Cheferna för militärregionstaberna föreslogs i sin tur underställas rikshemvärnschefen avseende produktion av utbildningsgrupper och hemvärnsförband. Detta medförde att utbildningsgrupperna överfördes organisatoriskt från ett utbildningsförband till de fyra militärregionala staberna. I regeringens proposition framhöll dock regeringen att den militära regionala indelningen kunde komma att justeras, det beroende på utfallet av utredningen "Ansvar, ledning och samordning inom civilt försvar" (dir. 2018:79). För Skaraborgs regemente innebar denna förändring att de två utbildningsgrupperna överfördes till Västra militärregionen från och med den 1 januari 2020.

### Fadderförbandet
Genom försvarsbeslutet 2015 kom regementet att få ansvar för att sätta upp 18. stridsgruppen. Vilken kom från den 27 juni 2017 att grupperas på Gotland som ett detachement till regementet. Den 31 december 2019 upplöstes detachementet och stridsgruppen övergick den 1 januari 2020 till Gotlands regemente som 181. pansarbataljonen. 
Våren 2019 föreslog försvarsberedningen i sin rapport "Värnkraft" att det krävdes fler artilleriförband, då de två artilleribataljonerna vid Artilleriregementet i Boden inte ansågs tillräckliga för de krav som ställs. Därmed påbörjade Artilleriregementet (A 9) tillsammans med Skaraborgs regemente (P 4) hösten 2019 att utarbeta ett förslag med att påbörja och bygga upp artilleridetachement i Skövde, för att sedan flytta det till den ort som riksdagen skulle fastställa genom försvarsbeslutet 2020. Inför försvarsbeslutet 2020 presenterade regeringen den 12 oktober 2020 en överenskommelse, om att från 2021 återetablera Bergslagens artilleriregemente i Kristinehamn med Villingsberg som skjutfält. Under våren 2021 tillfördes Skaraborgs regemente Archer-instruktörer från Boden. Sommaren 2021 planerades utbildningen av 44 värnpliktiga påbörjas i Skövde vid nystartade Noraskogs kompani. Hösten 2021 planerades kompaniet tillföras tre Archer-pjäser. Noraskogs kompani, med major Daniel Lagrell som chef, formerades som ett reducerat pjäskompani med en pjäspluton samt en stab- och trosspluton. På sikt är det tänkt att överföra Noraskogs kompani från Skaraborgs regemente till Bergslagens artilleriregemente. I samband MUCK-ceremoni i Skövde den 5 juni 2024, övertog Bergslagens artilleriregemente den artilleriutbildning på Noraskog kompani som Skaraborgs regemente bedrivit under tre grundutbildningsår. I samband med överlämningen av Noraskog kompani, överräckte chefen för Skaraborgs regemente en minnestavla till chefen för Bergslagens artilleriregemente. Tavlan som är i två delar och som tillsammans bildar en helhet, symboliserar det band som skapats mellan förbanden. Tavlan är gjuten i järn, vilket ska symbolisera länken mellan Bergslagens malmgruvor och Skövdes metallindustri. Den 5 augusti 2024 påbörjas det nya utbildningsåret vid Noraskogs kompani, vilket blir Bergslagens artilleriregementes första i egen regi sedan återetableringen. Grundutbildningen kommer pågå i Villingsberg, vilket är Bergslagens artilleriregemente primära övningsplats.

## Verksamhet

### Nationell verksamhet
Verksamheten vid Skaraborgs regemente bedrivs med utbildning i Västergötland (Skövde), Östergötland (Kvarn) och Bohuslän (Skredsvik). Regementet förvaltar skjutfält i Västra Götaland, Värmland, Närke, Dalarna och Östergötland. Regementsledningen och stab finns i Skövde. Övnings- och skjutfält finns i Älvdalen, Horssjön, Villingsberg, Sågebacken, Sisjön, Kråk, Kvarn och Skövde. Regementet levererar stöd till förbanden Trängregementet, Markstridsskolan, Livregementets husarer, Försvarsmedicinskt Centrum samt Helikopterflottiljen.
Vid regementet tjänstgör cirka 428 yrkesofficerare (officerare och specialistofficerare), 465 reservofficerare och 165 civilanställda samt 385 heltidsanställda och 405 deltidsanställda soldater. Omkring 750 värnpliktiga gjorde årligen sin grundutbildning vid regementet. Cirka tvåtusen män och kvinnor inom hemvärnet och frivilligorganisationerna organiseras genom regementet. Regementet har genomfört en mängd internationella uppdrag med officerare och förband under åren. 
Skaraborgs regemente är ett pansarförband och använder i sina krigsförband stridsvagn 122 samt flertalet av de olika versionerna av stridsfordon 90-systemet. Dessa båda anses idag vara bland de modernaste stridsfordonen i världen.

#### Utbildningskompanier
| 1682 - Livkompaniet - Södra Wadsbo kompani (Överstelöjtnantens kompani) - Höjentorp kompani (Majorens kompani) - Wartofta kompani - Skåninge kompani - Kåkinds kompani - Vilske kompani - Norra Wadsbo kompani | 1854 - Livkompaniet - Skånings kompani - Wartofta kompani - Wilska kompani - Södra Wadsbo kompani - Norra Wadsbo kompani - Kåkinds kompani - Höjentorp kompani | 2017 - Livkompaniet: stab- och understödskompanier samt pionjärplutoner vid 41. pansarbataljonen och 42. pansarbataljonen. - Skånings kompani: pansarskyttekompanier vid 41. pansarbataljonen och 42. pansarbataljonen. - Wartofta kompani: samtliga stridsvagnskompanier vid 41. pansarbataljonen, 42. pansarbataljonen. - Wilska kompani: pansarskyttekompanier vid 41. pansarbataljonen och 42. pansarbataljonen. - Wadsbo kompani: trosskompanier vid 41. pansarbataljonen och 42. pansarbataljonen samt 1. tung transportkompaniet. - Höjentorp kompani: Brigadlednings- och brigadsambandskompanierna vid 4. mekbrigaden, samt ledningsplutoner vid 41. pansarbataljonen och 42. pansarbataljonen. - Kåkinds kompani: skolkompani med grundutbildning och gruppbefälsutbildning av rekryter, gruppchefsskolor för anställda gruppbefäl och förberedande officerskurser. - Grenadjärkompaniet: 4. brigadspaningskompaniet, förlagt i Kvarn. |

#### Beredskapsförband
Skaraborgs regemente har under åren medverkat i många beredskapsförband, för internationell beredskap såväl som nationell beredskap
- Från 1 januari 2008 till 30 november 2008 ansvarade regementet för IA 07, ett pansarskyttekompani Stridsfordon 9040C (411. pansarskyttekompaniet ur Skånings kompani). Kompaniet nyttjades under sin beredskap för att förstärka pågående insats i Afghanistan. Efter beredskapen ingick del av kompaniet i skyttekompaniet i KS 19 (Kosovo) under 2009.[21]
- Från 1 januari 2008 till 30 juni 2008 ansvarade regementet för bataljonsstridsgruppen ingående 2008 i Nordic Battlegroup 08, där huvuddelen kom från 41. mekaniserade bataljonen (benämnd 41. Rapid Reaction Battalion). Regementet ansvarade för bataljonsstab samt stab- och granatkastarkompani. Förbandet sattes aldrig in i som en stridsgrupp för EU, men huvuddelen av förbandet nyttjades av Försvarsmakten för att bemanna utlandsstyrkan i Kosovo och Afghanistan under åren 2008–2009.
- Från 1 januari 2011 till 30 juni 2011 ansvarade regementet för ett skyttekompani Bandvagn 309 och ett trosskompani ingående 2011 i Nordic Battlegroup 11, 192. Core Battalion (under ledning av Norrbottens regemente). Förbandet sattes aldrig in i som en stridsgrupp för EU, men huvuddelen av förbandet nyttjades av Försvarsmakten för att bemanna utlandsstyrkan i Kosovo och Afghanistan under åren 2011–2012.
- Den 1 januari 2016 till den 31 december 2017 stod Wilska kompani ur 42. mekaniserade bataljonen i beredskap som Försvarsmaktens operativa reserv. En beredskap där kompaniet avlöste 72. skyttekompaniet vid Livgardet.[22] Den 1 januari 2018 blev kompaniet avlösta av 1931. skvadron ur Arméns jägarbataljon.

### Internationell verksamhet
Skaraborgs regemente och Skaraborgsbrigaden har genom åren ansvarat för ett antal olika internationella fredsbevarande insatser samt fredsframtvingande insatser. I före detta Jugoslavien stod regementet för hela eller delar av kontingenterna BA01, BA03, BA07, KS10, KS13, KS19. I Afghanistan ansvarade regementet för hela eller delar av kontingenterna FS15, FS21, F22, F23 och FS28. 
2018 och 2019 svarar regementet för insatsen i Mali genom Mali 09 och Mali 10. 
Regementet har även ansvarat för mindre utbildningsinsatser i bland annat Mali.

## Ingående enheter
De tre pansarbataljonerna, brigadledningskompaniet, brigadsambandskompaniet, stridsvagnstransportkompaniet, brigadspaningskompaniet samt grundläggande utbildning för rekryter samordnas och leds av Krigsförbandsenheten (KFE) vid regementet. KFE stab består till huvuddel av personal ur bataljonsstaberna. KFE har under sig ett antal utbildningskompanier, vilka är ihopsatta för att utbildningsrationellt kunna utbilda och öva med alla krigsförband ovan. 2. brigadstaben ingår ej i KFE utan lyder under chefen för Skaraborgs regemente. 

### Skaraborgsbrigaden
Skaraborgsbrigaden (PB 9) är en mekaniserad brigad inom svenska armén som har verkat i olika former åren 1943–2000 och återigen från 2021. I samband med försvarsbeslutet 1942 då infanteriregementena satte upp fältregementen och dubbleringsregementen, organiserade Skaraborgs regemente istället en pansarbrigad. Genom försvarsbeslutet 1948 infördes brigader i hela armén vilket medförde att armén renodlades till två brigadtyper, infanteribrigader och pansarbrigader, där Skaraborgs regemente stod för Skaraborgsbrigaden (PB 9). Brigaden bildades 1949 genom att 9. pansarbrigaden omorganiserades till förbandstypen pansarbrigad 49. Brigaden fick samtidigt namnet Skaraborgsbrigaden (PB 9). År 1994 avskildes Skaraborgsbrigaden från regementet och blev från 1 juli ett kaderorganiserat krigsförband inom Södra militärområdet (Milo S). I samband med att Skaraborgs regemente uppgick i brigaden den 1 januari 1998, omorganiserades brigaden till en mekaniserad brigad samt att en namnändring gjordes till Skaraborgs regemente och Skaraborgsbrigaden (MekB 9). I samband med försvarsbeslutet 2000 avvecklades brigaden den 30 juni 2000 och regementet återupprättades under sitt gamla namn, Skaraborgs regemente (P 4). Genom försvarsbeslutet 2020 återetablerades brigaden som krigsförband.

### 4.brigadstaben
4. brigadsstaben är ett krigsförband som består av yrkesofficerare, reservofficerare, heltids- och deltidstjänstgörande soldater, vilka bemannar olika befattningar för att kunna leda en mekaniserad brigad. Vid 4. brigadstaben finns även chefsgruppen vid Skaraborgsbrigaden (inkluderat brigadchef och ställföreträdande brigadchef) vilka leder de ingående delarna av Skaraborgsbrigaden.

### 41.pansarbataljonen
41. pansarbataljonen är ett krigsförband som består av yrkesofficerare, reservofficerare och deltidstjänstgörande soldater, vilka bemannar olika befattningar inom bataljonen. Bataljonen består av bataljonsstab, två pansarskyttekompani Stridsfordon 90, två stridsvagnskompanier Stridsvagn 122, ett stab- och understödskompani samt ett trosskompani. Bataljonen tillhör 4. Brigaden, tillsammans med huvuddelen av övriga tidvis tjänstgörande bataljoner inom Armén. 

### 42.pansarbataljonen
42. pansarbataljonen är ett krigsförband som består av yrkesofficerare, reservofficerare, heltids- och deltidstjänstgörande soldater, vilka bemannar olika befattningar till en bataljonsstab, ett stab- och understödskompani, två pansarskyttekompanier Stridsfordon 90, två stridsvagnskompanier Stridsvagn 122 samt ett trosskompani. Bataljonen tillhör 4.brigaden, tillsammans med huvuddelen av övriga kontinuerligt tjänstgörande bataljoner inom Armén.

### 4.brigadledningskompaniet
4. brigadledningskompaniet är ett fristående kompani i brigadens ram som består av yrkesofficerare, reservofficerare, heltids- och deltidstjänstgörande soldater, samt värnpliktiga. Kompaniets huvuduppgift är att agera betjäningsförband för 4. brigadstaben och tillse att staben har tillräckliga förutsättningar för att kunna leda brigaden. Detta i form av sambandssystem, arbetsytor och grundläggande behov. 

### 4.brigadsambandskompaniet
4. brigadsambandskompaniet är ett fristående kompani i brigadens ram. Kompaniet består av yrkesofficerare, reservofficerare, heltids- och deltidstjänstgörande soldater, samt värnpliktiga vilka bemannar olika befattningar till kompaniledning, fem radiolänk-troppar med Bandvagn 206/208 samt en stab- och trosspluton. Kompaniets huvuduppgift är att vara ansvariga för sambandet inom brigadens område. Kompaniet skall möjliggöra och säkerställa samband inom brigadens område, samt säkerställa att brigadchefen och hans underställda chefer kan kommunicera. Kompaniet använder i huvudsak Radiolänk till detta, men även andra sambandssystem förekommer.

### 4.stridsvagnstransportkompaniet
4. stridsvagnstransportkompaniet är ett krigsförband som består av yrkesofficerare, reservofficerare, heltids- och deltidstjänstgörande soldater, vilka bemannar olika befattningar till kompaniledning, två transportplutoner samt en stab- och trosspluton. Huvuddelen av kompaniet finns vid Skaraborgs regemente och en transportpluton finns förlagd och utbildas vid Norrbottens regemente. Förbandet är ett operativt förband vilket lyder under insatschefen vid Högkvarteret och kan understödja eller underställas alla stridskraftschefer (Armétaktisk chef, Marintaktisk chef och Flygtaktisk chef).

### 4.brigadspaningskompaniet
4. brigadspaningskompaniet, även känt som Grenadjärkompaniet, är förlagt till Kvarn Östergötland, men är en del av Skarabors regemente. Grenadjärkompaniet är ett fredsförband som utbildar krigsförbandet 4. brigadspaningskompaniet. Kompaniet består av yrkesofficerare, reservofficerare, heltids- och deltidstjänstgörande soldater, vilka bemannar olika befattningar till kompaniledning, tre spaningsplutoner med stridsfordon 90 samt en stab- och trosspluton. 4. brigadspaningskompaniet är ett underrättelseförband och löser i huvudsak spaningsuppgifter men även stridsuppgifter. Kompaniet framrycker till huvuddel i Stridsfordon 90. Namnet Grenadjärkompaniet är ett arv från Livgrenadjärregementet, vilket bland annat märks genom det vapen kompaniet använder sig av. En delad lågande granat, den högra delen i silver, den vänstra delen röd.

## Tidigare ingående enheter

### 18.stridsgruppen
Skaraborgs regementes detachement på Gotland eller 18. stridsgruppen var ett krigsförband och detachement tillhörande regementet åren 2016–2019. Detachementet bestod av yrkesofficerare, reservofficerare, heltids- och deltidstjänstgörande soldater, vilka bemannar olika befattningar till stridsgruppsstab, pansarskyttekompani med stridsfordon 90, stridsvagnskompani med stridsvagn 122 samt stab- och trosskompani. Stridsgruppen förlades till Gotland sommaren 2017. Den 31 december 2019 upplöstes detachementet och stridsgruppen övergick den 1 januari 2020 till Gotlands regemente (P 18) som 181. pansarbataljonen.

### Andra brigaden
Andra brigaden (2. brigaden) var en brigad inom svenska armén som verkade åren 2010–2021. Till skillnad från tidigare brigader inom Försvarsmakten hade Andra brigaden inga fasta förband, utan tilldelades enheter beroende på situation. Brigadstaben var i fredstid underställd Skaraborgs regemente, där brigadchefen var ställföreträdande chef för Skaraborgs regemente. År 2022 ersattes brigaden av Skaraborgsbrigaden, vilken fick en fasta organisation. 

### Skaraborgs försvarsområde
Skaraborgs försvarsområde (Fo 35), ursprungligen Skövde försvarsområde (Fo 35), bildades den 1 oktober 1942 och hade sin stab lokaliserad till Kyrkogatan 2. I samband med OLLI-reformen den 1 juli 1975 uppgick Skaraborgs försvarsområde i Skaraborgs regemente (P 4). Den 1 januari 1998 kom Göteborgs och Bohus försvarsområde (Fo 32), Älvsborgs försvarsområde (Fo 34) och Skaraborgs försvarsområde (Fo 35) tillsammans bildade Västra Götalands försvarsområde (Fo 32), med stab i Göteborg. Skaraborgs försvarsområde upplöstes och avvecklades den 31 december 1997.

### Utbildningsgrupper
Åren 2006–2019 administrerade regementet två utbildningsgrupper inom Hemvärnet, Bohusdalgruppen är lokaliserad till Skredsvik och Skaraborgsgruppen är lokaliserad i Skövde.

#### Bohusdalgruppen
Bohusdalgruppen är en utbildningsgrupp som verkat i olika former sedan 1992. Gruppen bilades i samband med att Bohusläns regemente avvecklades den 30 juni 1992. Genom försvarsbeslutet 2004 kom gruppen från den 1 januari 2006 att bli en del av Skaraborgs regemente. Gruppen utbildar och stödjer hemvärnet i nordvästra delen av Västra Götalands län, vilket bland annat inkluderar Bohusbataljonen (40. hemvärnsbataljonen). Bohusbataljonen är traditionsbärare för Bohusläns regemente. Från den 1 januari 2020 är utbildningsgruppen underställd chefen för Västra militärregionen.

#### Skaraborgsgruppen
Skaraborgsgruppen är en utbildningsgrupp som verkat i olika former sedan 1998. Genom försvarsbeslutet 2004 kom gruppen från den 1 januari 2006 att bli en del av Skaraborgs regemente. Gruppen utbildar och stödjer hemvärnet i nordöstra delen av Västra Götalands län, vilket bland annat inkluderar Kinnebataljonen (38. hemvärnsbataljonen) och Kåkindbataljonen (39. hemvärnsbataljonen). Från den 1 januari 2020 är utbildningsgruppen underställd chefen för Västra militärregionen.

### Västra militärregionen
Västra militärregionen (MR V) är en militärregion som bildades den 1 januari 2013 och är fram till 31 december 2019 underställd chefen för Skaraborgs regemente i fred, men lyder under chefen insatsledningen i Högkvarteret avseende markterritoriell ledning i fred, kris och krig. Militärregionen omfattas av bland annat en militärregionstab för regional planering, förberedelser med Totalförsvaret och svarar för ledning vid nationell krishantering och krig. Militärregionen omfattar Västra Götalands, Hallands, Örebro och Värmlands län. Från det att militärregionen bildades 2013 var chefen för Skaraborgs regemente även chef för Militärregion Väst. Den 1 oktober 2018 delades dock ledningen av Skaraborgs regemente och Militärregion Väst, det genom att en separat chefsbefattning för Militärregion Väst tillsattes. Från den 1 januari 2020 bildar samtliga militärregionstaber självständiga förband, inom Försvarsmakten benämnd som organisationsenhet (OrgE). Därvid kommer de samtidigt att överta ledningen även i fredstid av utbildningsgrupperna med dess hemvärnsbataljoner. Respektive militärregion kommer därmed att tilldelas ett så kallat produktionsledningsansvar.

## Förläggningar och övningsplatser

### Förläggning
Regementet var från början ett infanteriregemente och flyttade den 11 november 1913 in i nyuppförda kaserner i Skövde. Med ett Kungl. brev daterat den 31 december 1913 förklarades regementet kasernerat. Kasernområdet uppfördes efter 1901 års byggnadsprogram efter Kasernbyggnadsnämndens första typritningsserie för infanterietablissement. Etablissementet är sedan början av 2000-talet det bevarade från Kasernbyggnadsnämndens första typritningsserie för infanterietablissement. Efter att regementet omorganiserades till ett pansarregemente uppfördes ett nytt garageområde med garage-, vård- och utbildningslokaler samt stensatta garageplaner. Garageområdet stod klart den 1 oktober 1942. År 1956 togs "Svarta fältet" i bruk som uppställningsplats för regementets stridsvagnar. Åren 1978–1979 revs regementets tidigare barackläger, i syfte att uppföra nya övnings- och vårdhallar samt en ny utbildningsverkstad, vilken togs i bruk 1982. Under 1980-talet förvandlades "Sandfältet", vilket varit övningsplats åt både kavalleriet och pansartrupperna, till Östra motorområdet. Området består av bland annat besiktnings- och vårdhallar för hjulfordon samt drivmedelsanläggning.

### Detachement

#### Kvarn
I Kvarns bruk som ligger på Prästtomta skjutfält har regementet ett detachement. Detachementet som utgörs av Grenadjärkompaniet, vilket tillfördes regementet den 1 juli 2000 och var då ett förstärkt kompani med cirka 230 värnpliktiga samt ett 30-tal befäl. Kompaniet bestod av en mekaniserad avdelning och en understödsavdelning, vilka var övnings- och försökstrupp för Markstridsskolan (MSS). Grenadjärkompaniet har sina rötter i Grenadjärbataljonen som var en tidigare övningsbataljon för Infanteriets stridsskola (InfSS). Vid Grenadjärbataljonen utbildades alla typer av stridsfordonsplutoner, dessutom utbildades granatkastarplutoner och eldledningsgrupper. Namnet Grenadjärbataljonen tillkom när Brigadgeneral Stefan Andersson var chef för övningsbataljonen, där namnet är ett arv från utbildningsbataljonen vid Livgrenadjärregementet.
När värnplikten blev vilande i Sverige utgjordes Grenadjärkompaniet av två deltidskompanier, 412:e och 421:a kompaniet som den 1 januari 2016 överfördes till Skövde. I deras ställe kom Grenadjärkompaniet för att rekrytera och utbilda personal till 2. brigadspaningskompaniet, ett mekaniserat spaningskompani. Brigadspaningskompaniet blev sedan utbildningsåret 1990/1991 det första som utbildades inom armén.

#### Gotland
På Gotland kom regementet från 2018 att sätta upp ett detachement. Detachementet utgjordes av 18. stridsgruppen bestående av ett pansarskyttekompani och ett stridsvagnskompani. Förbandet sattes upp i mitten av 2016 i Skövde, där även grundutbildning skedde, och omlokaliserades till Gotland under 2018.

#### Kristinehamn
I Kristinehamn etablerades den 1 mars 2022 staben för etableringsorganisationen för Bergslagens artilleriregemente. Staben, som är en del av Skaraborgs regemente, grupperades till Kristinehamns rådhus på Kungsgatan 25 i Kristinehamn.

### Övningsplatser
Regementet har genom åren haft sin primära övningsplats på Kråks skjutfält, vilket togs i bruk 1943. I samband med att Livregementets husarer omlokaliserades den 1 juli 1984 till Karlsborg, övertogs dess övningsplats i Vreten av Skaraborgs regemente. Genom de avvecklingar som gjorts genom de olika försvarsbesluten på 1990-talet samt 2000-talet, har det medfört att regementet tillfört förvaltningsansvar över ett antal skjut- och övningsplatser i södra och mellersta Sverige. Vilket utöver Kråks skjutfält inkluderar sedan 2006 Horssjöns skjutfält, Nytorps skjutfält, Prästtomta skjutfält, Remmene skjutfält, Sisjöns skjutfält, Skövde skjutfält, Sågebackens skjutfält, Villingsbergs skjutfält och Älvdalens skjutfält. 
Prästtomta skjutfält tillfördes förvaltningsansvaret 1998 från Livgrenadjärregementet. Remmene skjutfält tillfördes förvaltningsansvaret 1998 från Älvsborgs regemente. Sisjöns skjutfält och Sågebackens skjutfält tillfördes förvaltningsansvaret 2005 från Älvsborgs amfibieregemente. Villingsbergs skjutfält och Älvdalens skjutfält tillfördes förvaltningsansvaret 2005 från Artilleriregementet. I samband med att Älvsborgs amfibieregemente återetablerades 2021, överfördes förvaltningsansvaret över Sisjöns skjutfält till Älvsborgs amfibieregemente.

## Heraldik och traditioner

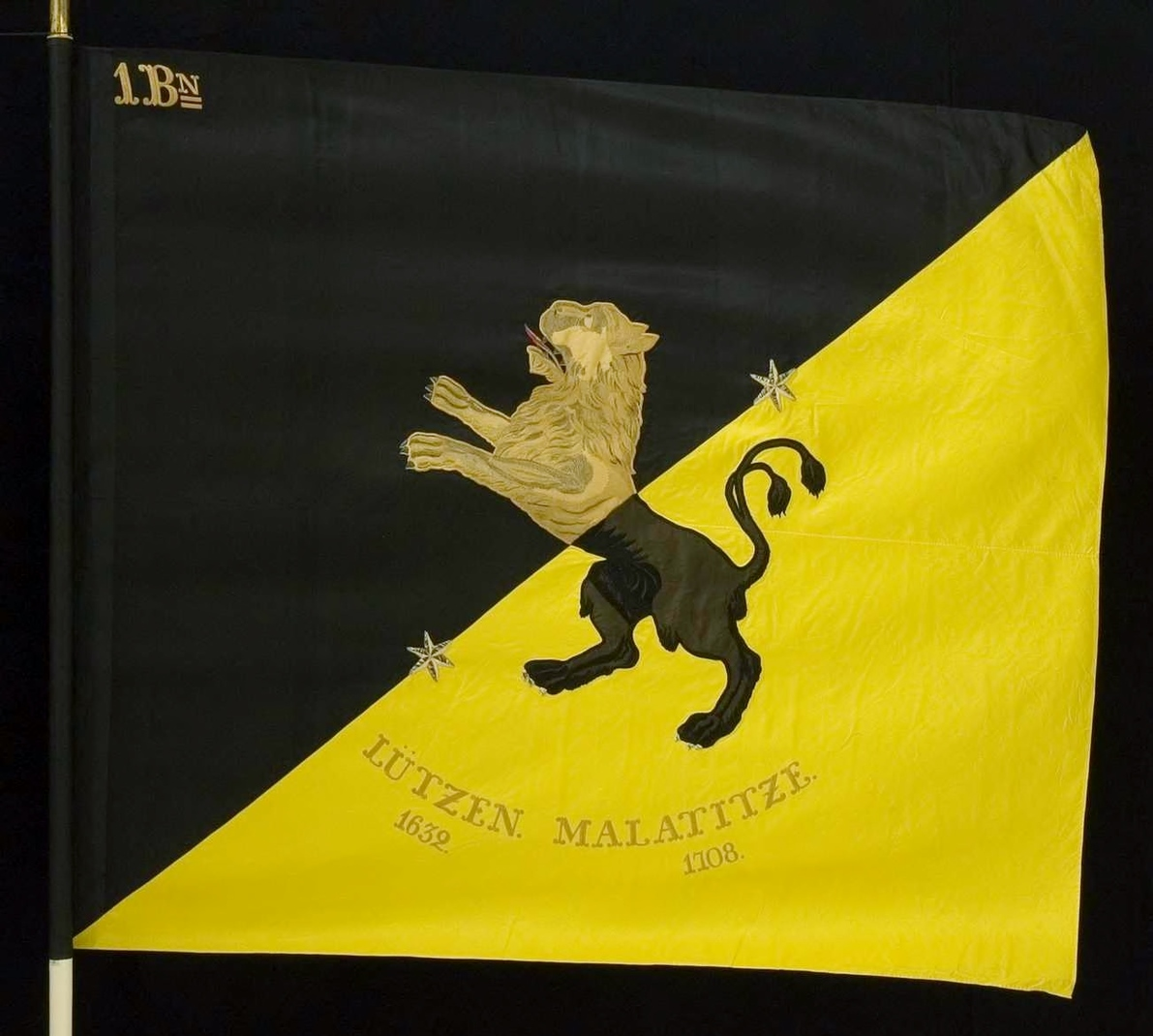
Fana m/1844, för Skaraborgs regementes 1:a bataljon.

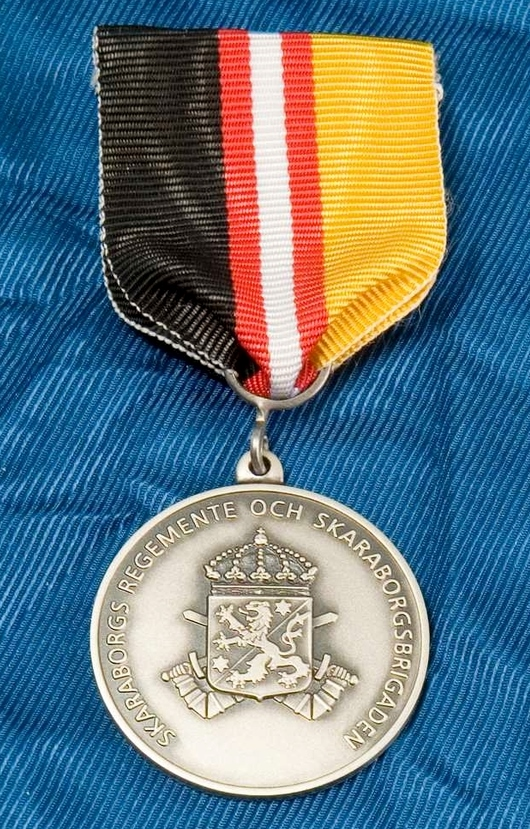
Förtjänstmedalj i silver för Skaraborgs regemente och Skaraborgsbrigaden (MekB 9).

### Förbandsfanor
I samband med att regementet omorganiserades till ett pansarförband, kom fanan från infanteritiden att föras vidare. Fanan som fördes då var av 1844 års modell, och hade delats ut den 24 juni 1858 av kronprinsen Carl Ludvig Eugen (senare Karl XV), då i form av två bataljonsfanor. Fanorna hade ursprungligen endast två segernamn, Lützen (1632) och Malatitze (1708) Efter kompletterande efterforskningar medgavs regementet 1929 att på II. bataljonens fana tillföra sex segernamn Varberg (1565), Narva (1581), Leipzig (1642), Warschau (1656), Lund (1676) och Landskrona (1677). Fram till 1994 var regementets fana den då äldsta i bruk, då den ersattes med en ny fana. I samband med firandet den 8 oktober 2022 som 80 år som pansarförband, överlämnade HMK Carl XVI Gustaf en ny fana till regementet. 

### Kamratförening
Vid Skaraborgs regemente bildades den 4 juli 1931 kamratföreningen Skaraborgs regemente kamratförening, vilken är en ideell förening och har som syfte att vara en länk och samlingsplats mellan anställda eller värnpliktiga som tjänstgjort vid Skaraborgs regemente, Skaraborgs försvarsområdesstab, Skaraborgsbrigaden och Västgöta regemente, vidare vårdar föreningen förbandets minne och traditioner. År 1977 upplöstes och uppgick Västgöta regementes kamratförening i Skaraborgs regementes kamratförening.

### Utmärkelsetecken
Vid regementet instiftades 1942 Kungl. Skaraborgs Regementes (P 4) förtjänstmedalj i guld (SkarabregGM). I samband med att Skaraborgsbrigaden avvecklades 2000, instiftades 1999 Skaraborgs regemente och Skaraborgsbrigaden (MekB 9) förtjänstmedalj (m/2000) i guld och silver (SkarabregbrigGM/SM).

## Förbandschefer
Förbandschefen tituleras regementschef och har sedan 2000 tjänstegraden överste. För regementschefer innan 1942, se Skaraborgs regemente (infanteri). För åren 1998–2000, se Skaraborgs regemente och Skaraborgsbrigaden.

- 1942–1946: Överste Birger Samuel Pontén
- 1946–1948: Överste Nils Björk
- 1949–1954: Överste Per Arvid Christian Ahlgren
- 1954–1966: Överste Hans Malmgren
- 1966–1967: Överste Hugo Cederschiöld
- 1967–1968: Överste Gustaf Peyron
- 1968–1976: Överste av 1:a graden Per Björkman
- 1976–1980: Överste av 1:a graden Per-Gunnar Brissman
- 1980–1984: Överste av 1:a graden Carl-Gösta Norderup
- 1984–1987: Överste av 1:a graden Arne Lindblom
- 1987–1992: Överste av 1:a graden Lars Löfberg
- 1992–1993: Överste av 1:a graden Alf Sandqvist
- 1993–1995: Överste av 1:a graden Björn Anderson
- 1995–1997: Överste av 1:a graden Arne Hedman
- 1998–2000: Ej aktivt (Se Skaraborgs regemente och Skaraborgsbrigaden)
- 2000–2004: Överste Anders Lindberg
- 2004–2007: Överste Håkan Swedin
- 2007–2012: Överste Ronald Månsson
- 2012–2017: Överste Fredrik Ståhlberg (från 2013 även chef MR V)
- 2017–2021: Överste Bengt Alexandersson (under 2017 även chef MR V)[f]
- 2021–2025: Överste Stefan Pettersson[g]

## Namn, beteckning och förläggningsort
| Kungl Skaraborgs pansarregemente               | 1942-10-01 | – | 1963-03-30 |
| Kungl. Skaraborgs regemente                    | 1963-04-01 | – | 1974-06-30 |
| Kungl. Skaraborgs regemente och försvarsområde | 1974-07-01 | – | 1974-12-31 |
| Skaraborgs regemente och försvarsområde        | 1975-01-01 | – | 1994-06-30 |
| Skaraborgs regemente                           | 1994-01-01 | – | 1997-12-31 |
| Skaraborgs regemente                           | 2000-07-01 | – |            |

| P 4       | 1942-10-01 | – | 1974-06-30 |
| P 4/Fo 35 | 1974-07-01 | – | 1997-12-31 |
| P 4       | 2000-07-01 | – |            |

| Skövde garnison (F)         | 1942-10-01 | – |            |
| Kvarn (D)                   | 2000-07-01 | – |            |
| Visby (D)                   | 2018-01-01 | – | 2019-12-31 |
| Kristinehamn (D)            | 2022-03-01 | – | 2022-12-04 |
| Skredsvik (D)               | 2006-01-01 | – | 2019-12-31 |
| Horssjöns skjutfält (Ö)     | 2006-01-01 | – |            |
| Kråks skjutfält (Ö)         | 1943-05-22 | – |            |
| Nytorp skjutfält (Ö)        | 1942-??-?? | – |            |
| Prästtomta skjutfält (Ö)    | 1998-01-01 | – |            |
| Remmene skjutfält (Ö)       | 1998-01-01 | – |            |
| Sisjöns skjutfält (Ö)       | 2006-01-01 | – | 2021-09-30 |
| Skövde skjutfält (Ö)        | 1982-??-?? | – |            |
| Sågebackens skjutfält (Ö)   | 2006-01-01 | – |            |
| Villingsbergs skjutfält (Ö) | 2006-01-01 | – |            |
| Älvdalens skjutfält (Ö)     | 2006-01-01 | – |            |

## Galleri

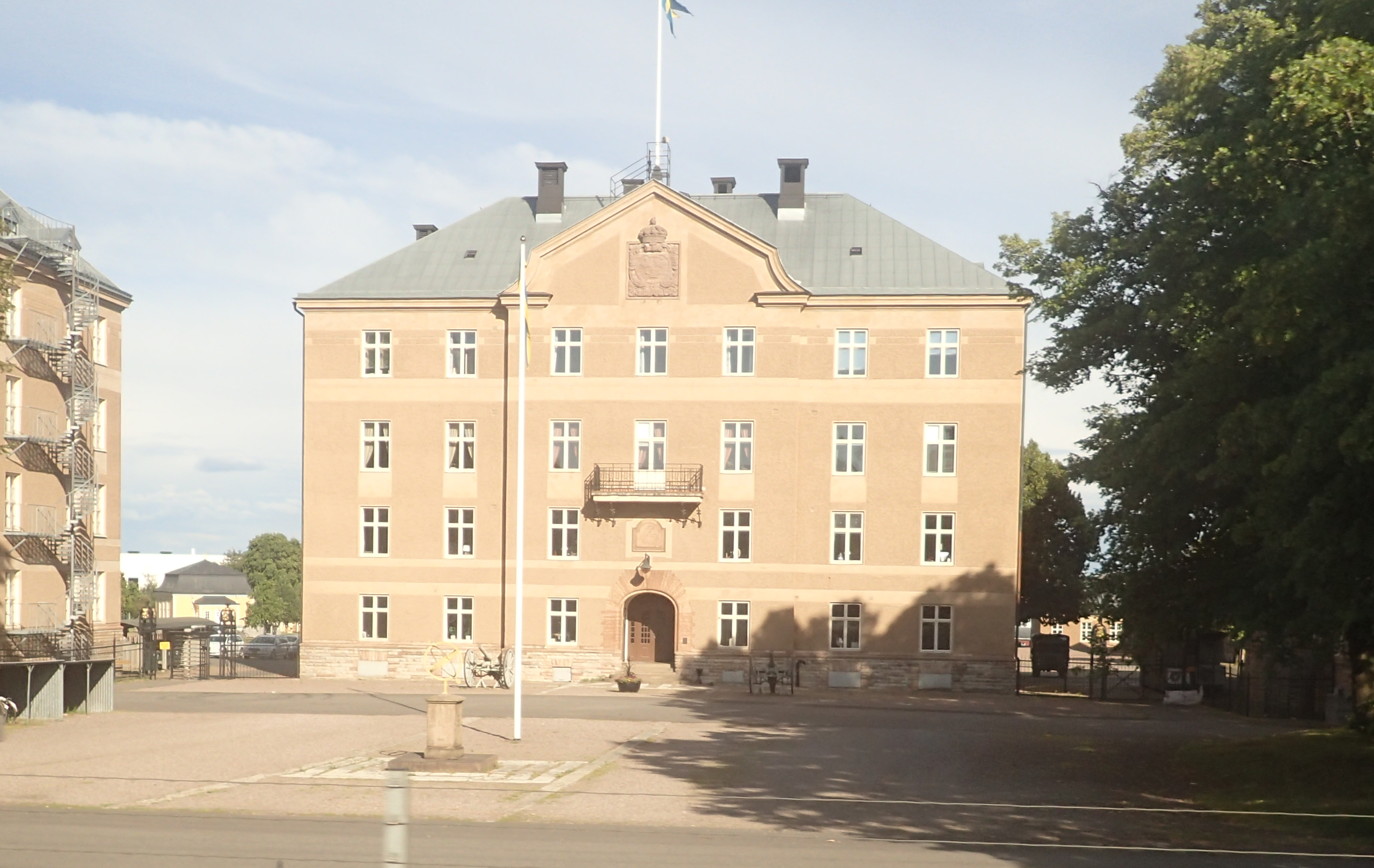
Kanslihuset vid Skaraborgs regemente.
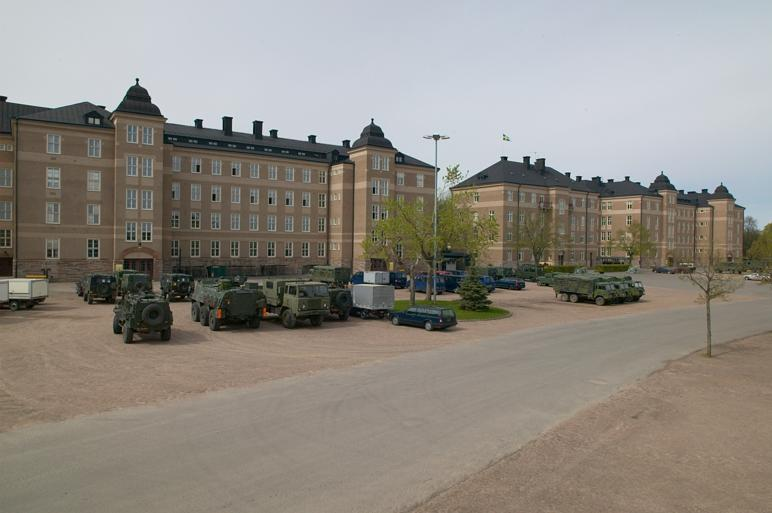
Skaraborgs regemente. Kaserngård med kaserner och kanslihus 2008. Kasernerna stod färdiga 1913.
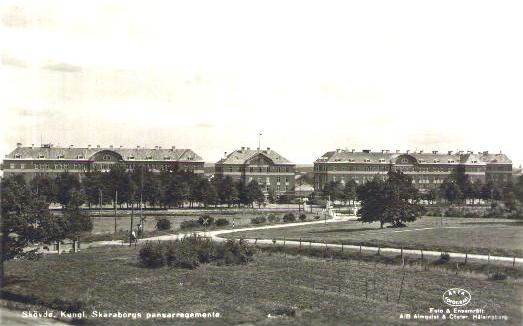
Vy över Skaraborgs pansarregemente.
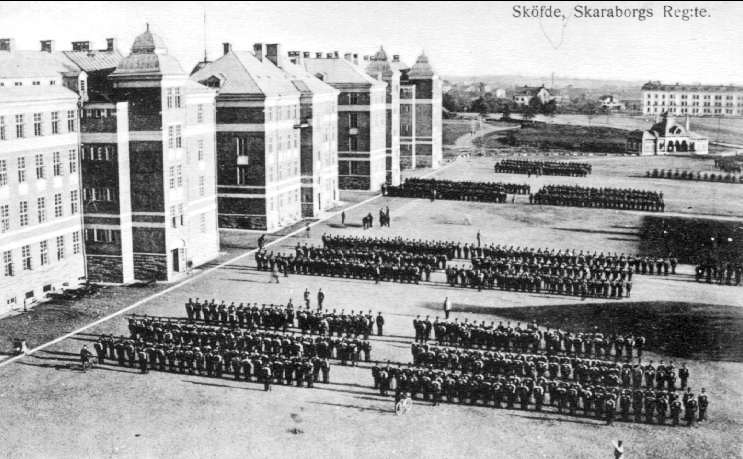
Skaraborgs regemente, Skövde uppställt på kaserngården, öster om kasernbyggnaderna. I bakgrunden (till höger) Livhusarkasernen
Skaraborgs regementes vapen åren 1994–1997.
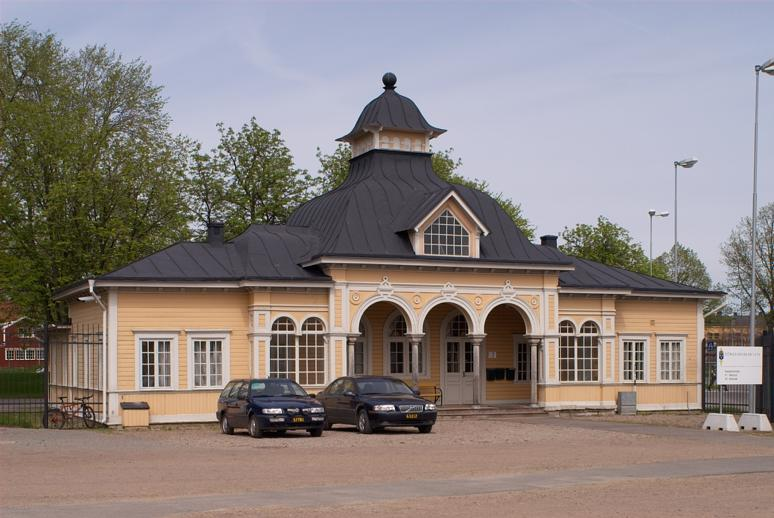
Handelsboden vid Skaraborgs regemente. Byggnaden uppfördes 1898 och var ursprungligen vaktpaviljong placerad på Axevalla hed. Flyttades till Skövde 1913.